# Hellmut Hoffmann (Diplomat)

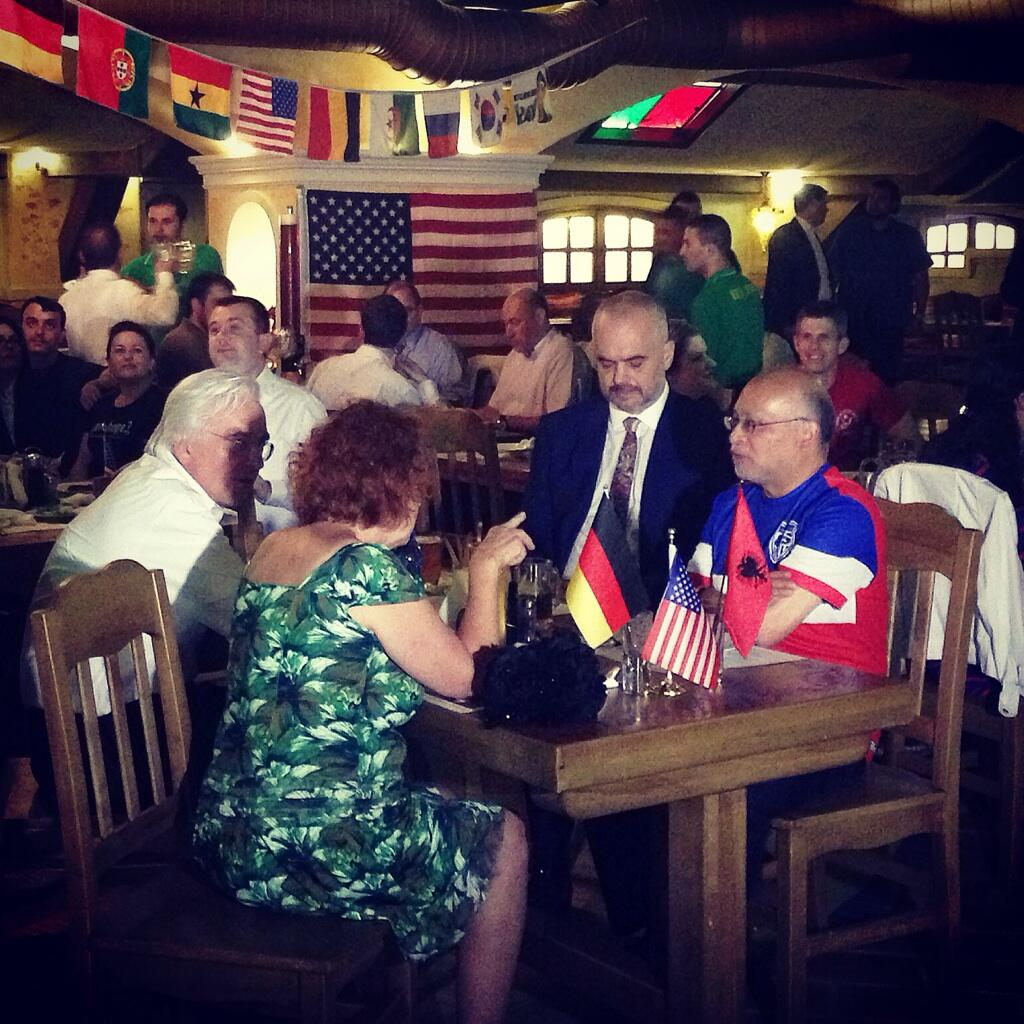
Hellmut Hoffmann mit dem albanischen Ministerpräsidenten Edi Rama und dem amerikanischen Botschafter Alexander Arvizu am 27. Juni 2014 in Tirana

Hellmut Hoffmann (* 19. Juni 1951 in Heidenheim) ist ein deutscher Diplomat, der vom 22. Juli 2009 bis August 2013 Ständiger Vertreter Deutschlands bei der Abrüstungskonferenz in Genf und von 2013 bis 2016 Botschafter in Albanien war.

## Leben
Hellmut Hoffmann studierte Politikwissenschaft, Geschichte und Anglistik an der Universität Heidelberg und am King’s College London, sowie Internationale Beziehungen an der Johns Hopkins University, Washington, D.C.
Nach seinem Eintritt in den Auswärtigen Dienst im Jahr 1982 war er in der Abteilung Vereinte Nationen des Auswärtigen Amtes (1984–1986), in der Delegation der Bundesrepublik Deutschland bei den Verhandlungen über ausgewogene Streitkräftereduzierungen und bei den Verhandlungen über konventionelle Streitkräfte in Europa (1986–1989), in der Politischen Abteilung (NATO, 1989) sowie in der Abteilung für Abrüstung und Rüstungskontrolle (Verhandlungen über Konventionelle Streitkräfte in Europa, 1989–1992) des Auswärtigen Amtes tätig.
Von 1992 bis 1996 war er Ständiger Vertreter in der deutschen Botschaft in Windhoek, Namibia. Nach Stationen in der deutschen Botschaft in Zagreb und in der Politischen Abteilung (Außenpolitik Russland) des Auswärtigen Amtes war er von 1997 bis 2000 in der Kulturabteilung des Auswärtigen Amtes als stellvertretender Referatsleiter für das Goethe-Institut, die Förderung deutscher Sprache und deutschsprachiger Minderheiten im Ausland eingesetzt.
Von 2000 bis 2005 war er stellvertretender Leiter der politischen Abteilung der deutschen Botschaft in London. Im Jahr 2005 kehrte er als Referatsleiter für Grundsatzfragen sowie Nukleare Abrüstung und Nichtverbreitung in der Abteilung für Abrüstung und Rüstungskontrolle in die Zentrale des Auswärtigen Amtes in Berlin zurück.
Nach Fortbildungskursen am NATO Defense College in Rom und an der Bundesakademie für Sicherheitspolitik in Berlin wurde er am 22. Juli 2009 Ständiger Vertreter bei der Abrüstungskonferenz in Genf.
Von August 2013 bis zum Sommer 2016 war Hoffmann Botschafter der Bundesrepublik Deutschland in Albanien. Dort wurde er Nachfolger von Carola Müller-Holtkemper, die wiederum ihre Akkreditierung als Botschafterin in Jemen erhielt.

## Publikationen
- Russland – innere Lage und Stellung in Europa. In: Wirtschaft und Verkehr im Ostseeraum, Beiträge und Informationen aus dem Ostseeinstitut für Marketing, Verkehr und Tourismus an der Universität Rostock. Heft 2. Rostock 1997, S. 7–15.
- Deutsch im Innern der EU – aus Sicht des Auswärtigen Amts. In: Euro-Deutsch. Kontroversen um die Deutschsprachigkeit im europäischen Mehrsprachenraum. Dokumentation der Tutzinger Tagung 1999 (= Mitteilungen des Deutschen Germanistenverbandes. Heft 2–3). 2000, S. 223–230.
- Politik der Bundesregierung Deutschlands zur Förderung der deutschen Sprache im Ausland. In: Ulrich Ammon (Hrsg.): Sprachförderung (= Duisburger Arbeiten zur Sprach- und Kulturwissenschaft. Band 38). Frankfurt 2000, S. 61–71.
- Nukleare Nichtverbreitung: Die deutsche Position. In: Michael Staack (Hrsg.): Die Zukunft der nuklearen Ordnung. Bremen 2009, S. 26–35.
- Principles of Nuclear Disarmament: The Hoffmann Doctrine. (PDF) In: Wildfire>_ Educational Series. 2016.
- Drei Jahre deutscher Botschafter in Albanien 2013-2016. In: Matthias Dornfeldt, Enrico Seewald (Hrsg.): Kontinuitäten und Brüche. Albanien und die deutschen Staaten 1912–2019 (= Studien des Forschungsverbundes SED-Staat an der Freien Universität Berlin). Berlin 2019, S. 189–210.
- Das NATO-2%-Ziel: Faire Lastenteilung für Bündnis- und Landesverteidigung oder Treiber eines neuen Rüstungswettlaufs? In: Zeitschrift für Außen- und Sicherheitspolitik (ZfAS). Heft 1, 2019, S. 19–35.
- Forderung ohne Fakten: Zwei Prozent für die Nato? In: Blätter für deutsche und internationale Politik. Heft 1/2019, S. 37–41.
- Ist das Zwei-Prozent-Ziel der NATO sinnvoll? In: WeltTrends. Das außenpolitische Journal. Nr. 160, Februar 2020, S. 21–23.
- Zwei Prozent für Biden? In: WeltTrends. Das außenpolitische Journal. Nr. 174, April 2021, S. 46–51.
- Deutscher Botschafter in Albanien: Mein Blick auf Kosovo. In: Matthias Dornfeldt, Enrico Seewald (Hrsg.): Deutschland-Kosovo. Die Geschichte einer Partnerschaft (= Studien des Forschungsverbundes SED-Staat an der Freien Universität Berlin). Halle 2021, S. 190–198.
- Tauziehen um Nuklearvereinbarung mit Iran. In: WeltTrends. Das außenpolitische Journal. Nr. 184, Februar 2022, S. 49–55.
- Kein Krieg um Taiwan. In: Cicero online. 18. Juli 2023.
- Wird die Sicherheit des Westens jetzt am Dnepr verteidigt? Russlands Angriffskrieg und das Zwei-Prozent-Ziel der NATO. In: WeltTrends. Zeitschrift für internationale Politik. Winter 2023/24, Nr. 199, S. 44–54.
- Rezension zu Götz Neuneck (Hrsg.) „Europa und der Ukrainekrieg“, Halle 2024. in: WeltTrends. Zeitschrift für internationale Politik. Nr. 201, Sommer 2024, S. 101–103.
- Rezension zu Günter Verheugen und Petra Erler „Der lange Weg zum Krieg: Russland, die Ukraine und der Westen – Eskalation statt Entspannung“, München 2024. in: Berliner Zeitung Online, 17. August 2024.
- Überbietungswettbewerb um Nato-Aufrüstungsziel. In: Telepolis. 24. Februar 2025.
- Diplomat rechnet mit Merz ab: Der eigenen Propaganda aufgesessen. In: Berliner Zeitung Online. 20. Juli 2025.
- Waffenstarre statt Diplomatie: Versagt Europa in der Sicherheitspolitik? In: Telepolis. 6. August 2025.